# Bispira secusolutus
Bispira secusolutus är en ringmaskart som först beskrevs av Hoagland 1920.  Bispira secusolutus ingår i släktet Bispira och familjen Sabellidae. Inga underarter finns listade i Catalogue of Life.